# Musica Sequenza
 (juillet 2019).

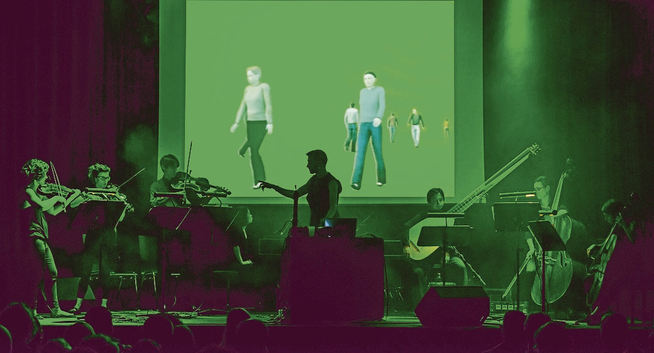
Musica Sequenza (2016)

Musica Sequenza est un ensemble international de musique de chambre qui s'attache à transformer la musique de compositeurs baroques en œuvres contemporaines. L'ensemble a été fondé en 2008 par le compositeur et bassoniste Burak Özdemir à New York. Depuis 2011, il est basé à Berlin.

## Histoire
En 2008, le directeur artistique Burak Özdemir fonde Musica Sequenza comme projet de musique de chambre alors qu'il étudie à la Juilliard School de New York. Burak Özdemir est alors le premier bassoniste de l’histoire de l’université à être admis au programme de diplôme d’artiste, puis au département de technologie musicale. La même année, la Juilliard School inaugure un cours sur la pratique de la performance historique dans lequel Burak Özdemir rejoint le poste de bassoniste baroque. C'est ainsi que Musica Sequenza voit le jour au sein de la Juilliard School,,.
Aujourd'hui, l'ensemble compte une vingtaine de solistes de différents pays : Allemagne, France, Belgique, Pays-Bas, Finlande, Bulgarie, Turquie, Australie, Chine, Japon et Corée. L'ensemble joue sur des instruments historiques du XVIIIe siècle et travaille un répertoire allant de la Renaissance à la nouvelle musique.
L'ensemble fait partie d'un collectif interdisciplinaire d'artistes réunissant musiciens, chanteurs, danseurs, chorégraphes, architectes et plasticiens. À travers ses années d'existence sur la scène internationale, Musica Sequenza a entre autres collaboré avec des artistes tels que Sasha Waltz, Rolando Villazón, Matthew Herbert, Hernan Cattaneo, Larisa Navojec, Kenneth Weiss, Daniel Bubeck ou encore Van Rivers,.
Musica Sequenza a enregistré la musique du film Diego Velázquez pour l'exposition Velazquez qui a ouvert ses portes en 2014 au Grand Palais à Paris. Ce film a été réalisé par Karim Aïnouz et a été diffusé sur Arte avant de sortir en DVD (Arte Edition). 
Avec la performance Fuga: The Electro-Baroque Opera présentée au Baruch Performing Arts Center à New York en 2010, l'ensemble crée le genre « electro-baroque ». Pour le 21e anniversaire du club berlinois KitKat en 2015, l'ensemble est chargé de produire un opéra électro-baroque et crée alors la série Opera del Futuro. La même année, le festival international Haendel de Halle (Allemagne) commissionne Sampling Baroque Händel, qui deviendra d'ailleurs le premier album électro-baroque de l'histoire de la maison de disques Sony Music. En 2016, le Festival international Bach de Schaffhouse en Suisse commissionne la composition du deuxième épisode de cette série alors déjà bestseller : Sampling Baroque Bach,.
En 2018 a lieu la première d'Atlas Passion, performance chorégraphique inspirée par la musique des Passions de Bach, en collaboration avec le théâtre de la ville de Schaffhouse en Suisse.
L'orchestre de chambre couvre un large spectre de genres musicaux : musique baroque, théâtre musical, danse moderne, musique électronique, ainsi que le video & light design. Diverses tournées ont mené Musica Sequenza en Turquie, aux Pays-Bas, en Allemagne, en France, en Suisse et aux États-Unis. Opéras, festivals et théâtres à travers le monde accueillent régulièrement les projets de l'orchestre, notamment le Festival d'Avignon, le Festival international de musique d'Istanbul, le Festival international Bach de Schaffhouse, le festival Oranjewoud, les Thüringer Bachwochen, le Théâtre de la ville de Schaffhouse, le Konzerthaus de Berlin, le Festival international Handel à Halle (Allemagne), la Bachakademie de Stuttgart, l'Alice Tully Hall à New York ou encore le Radialsystem V à Berlin,.

## Membres
Burak Özdemir (directeur artistique et bassoniste), Daniela Gubatz (violon), Tim Willis (violon), Bianca Muggleton (violon), Monique Steffen (violon), Miako Klein (violon), Chang Yun Yoo (alto), Linda Mantcheva (violoncelle), Mirjam Wittulski (contrebasse), Matthew Jones (théorbe), Chen Zhang (archiluth), Marianna Henriksson (cambalo), Cengiz Özdemir (orgue), Volkan Öktem (percussions), Annabelle Vassallo (management).

## Discographie
Les albums de Musica Sequenza ont été publiés par les maisons de disques Harmonia Mundi, Sony Music et Neue Meister.  
- 2012 : Antonio Vivaldi, The New Four Seasons
- 2013 : Jean-Sébastien Bach, The Silent Cantata
- 2014 : Jean-Philippe Rameau, Rameau à la turque
- 2016 : Georg Friedrich Haendel, Sampling Baroque Händel
- 2019 : Burak, Hermes